# Mercedes-Benz CLK
Unter der Bezeichnung CLK wurden der Mittelklasse zugehörige Coupés und Cabriolets von Mercedes-Benz angeboten.
Das bis Ende 1996 gebaute Vorgängermodell basierte auf der Baureihe 124 der E-Klasse und galt als ein Fahrzeug der oberen Mittelklasse. Der CLK (C für Coupé, L für leicht, K für kurz) basierte auf der in der Mittelklasse angesiedelten C-Klasse und wurde in der ersten Generation äußerlich der E-Klasse der Baureihe 210 angepasst. Die Kürzel L und K wurden bereits beim SLK (Sport-Leicht-Kurz) sowie beim größeren SL (Super-Leicht) eingeführt.
Zwischen Mitte 1997 und Ende 2008 wurden mehr als 700.000 Fahrzeuge ausgeliefert.
Den Namen CLK trugen bislang zwei Baureihen: 
- die Baureihe 208: C 208 (1997–2002) und A 208 (1998–2003)
- die Baureihe 209: C 209 (2002–2009) und A 209 (2003–2010)

Im Mai 2009 erfolgte der Modellwechsel für das CLK Coupé; das Cabriolet war bis zum Erscheinen des E-Klasse Coupés bzw.  Cabriolets A 207 im März 2010 weiterhin lieferbar. 2010 gab es in Deutschland noch 37 Neuzulassungen des CLK.
Der Nachfolger des C 209 trägt die Bezeichnung C 207 und wird nach 13 Jahren wieder als E-Klasse Coupé vertrieben. Trotz dieser Umbenennung basiert er wie die Vorgänger zu großen Teilen auf der C-Klasse (Baureihe 204).

## Übersicht

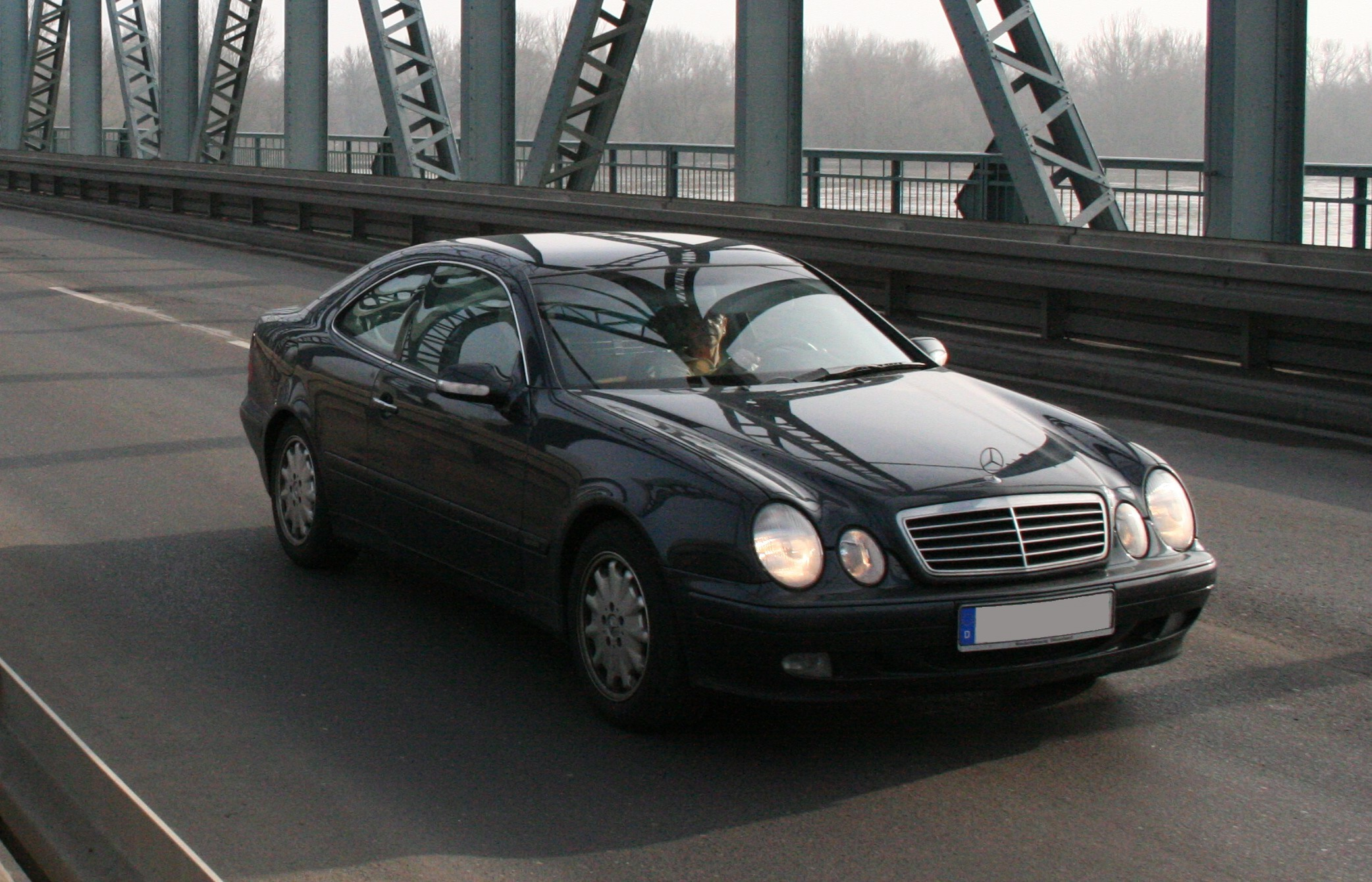
Mercedes-Benz CLK Coupé 208
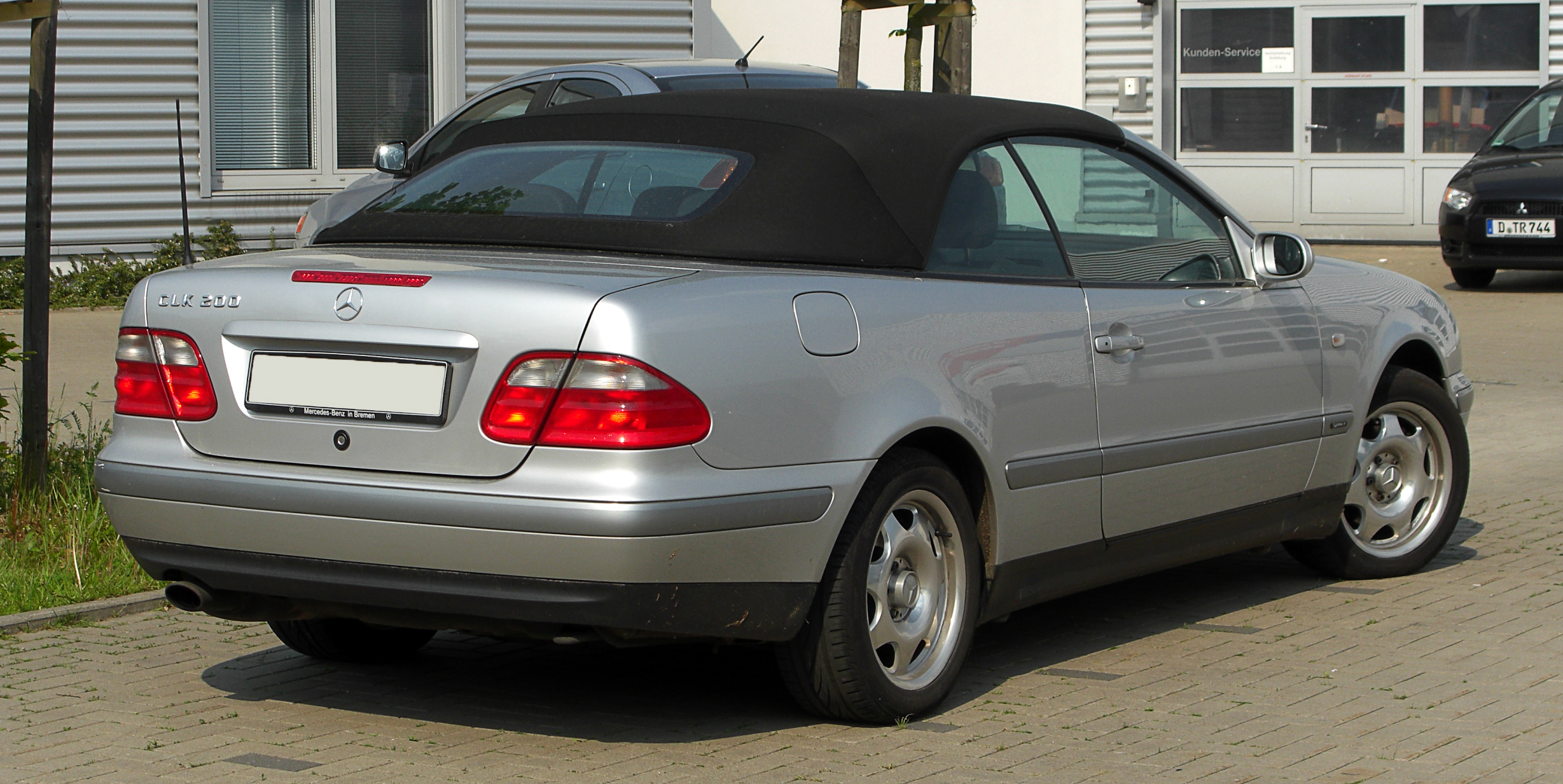
Mercedes-Benz CLK Cabriolet 208
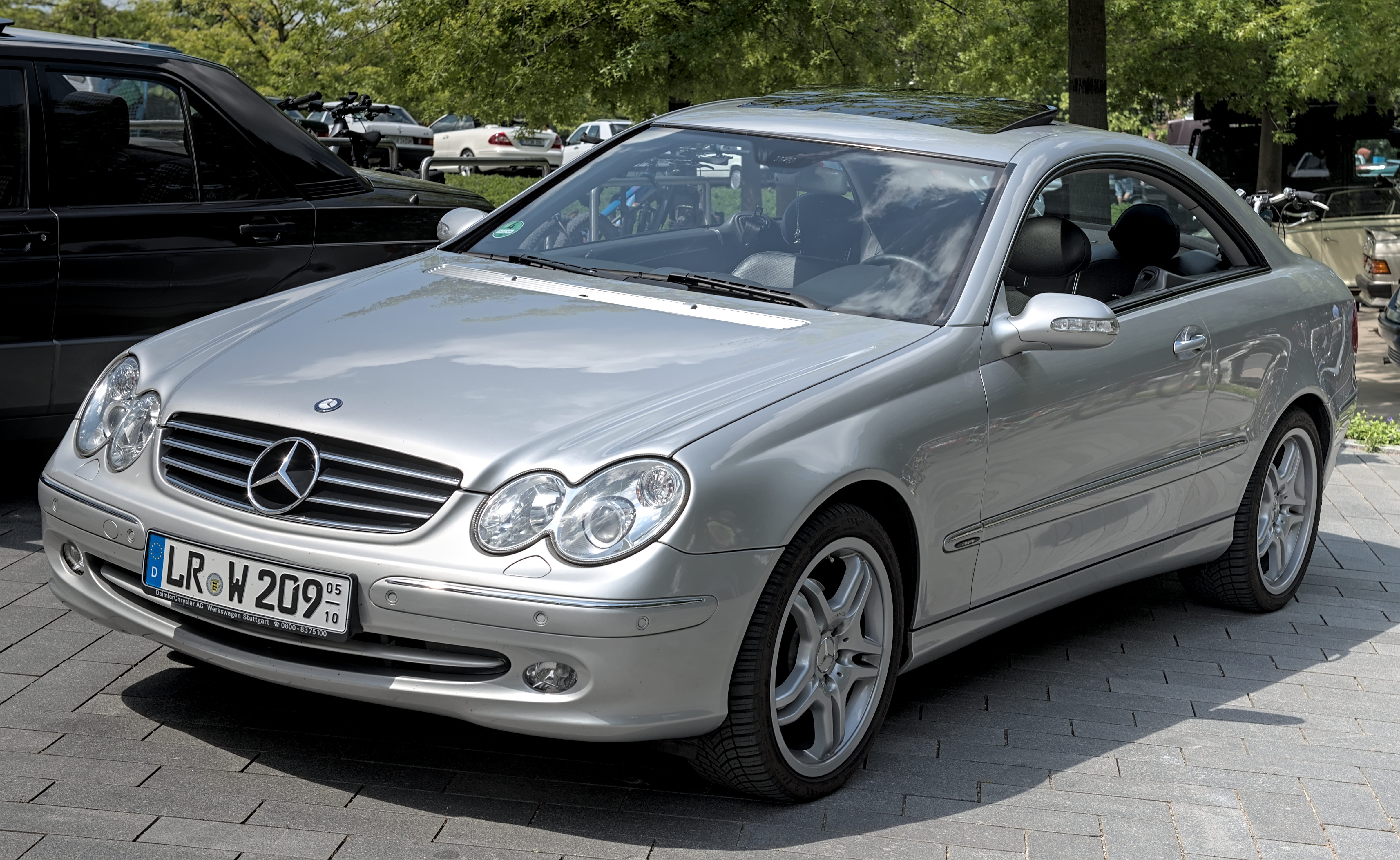
Mercedes-Benz CLK Coupé 209
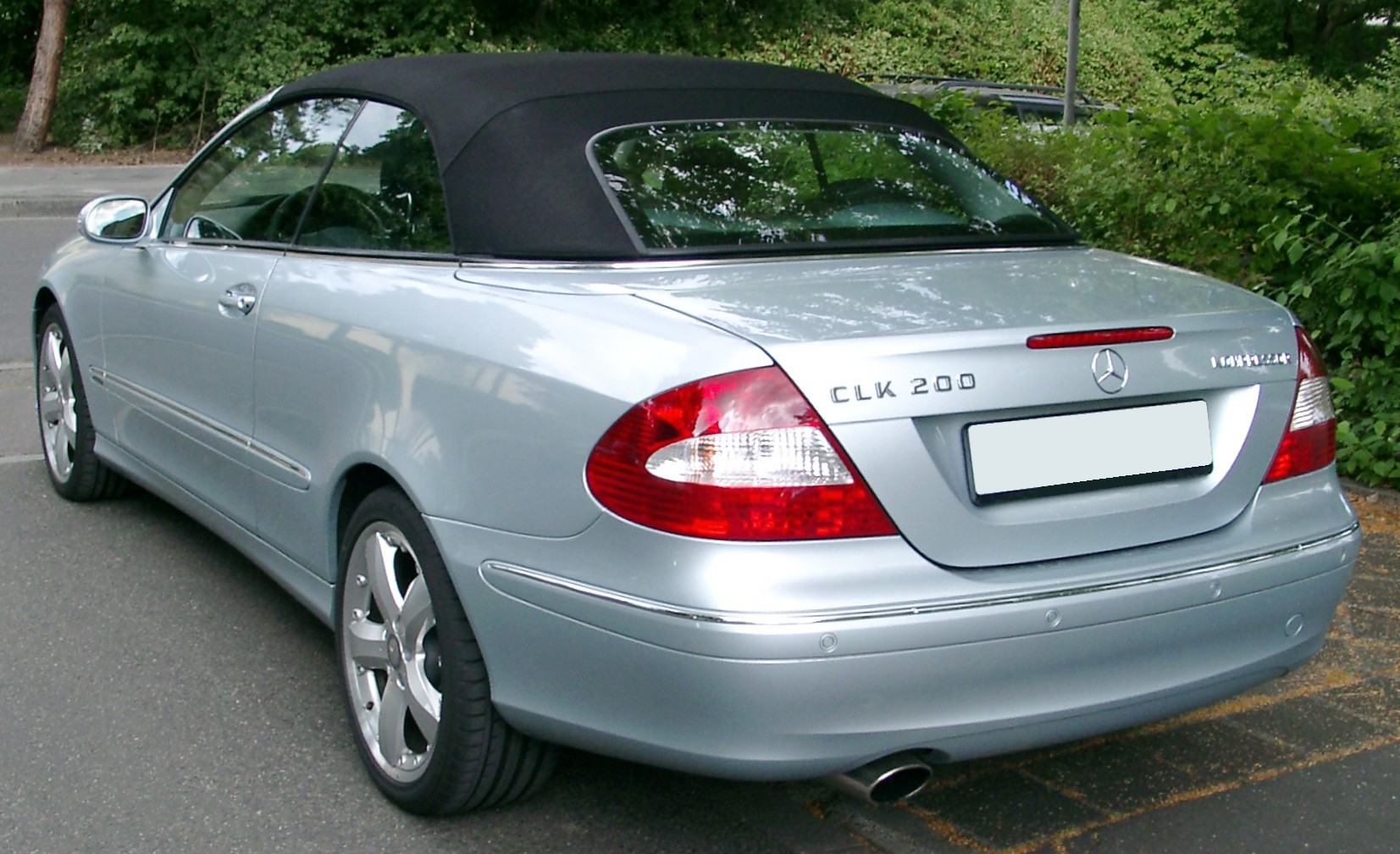
Mercedes-Benz CLK Cabriolet 209